# Idris Lasisi
Idris Lasisi (24 oktober 1988) is een Belgisch voormalig basketballer.

## Carrière
Lasisi speelde in de jeugd van Basket Groot Leuven waarbij hij in het seizoen 2006/07 zijn debuut maakte voor de eerste ploeg. In 2008 trok hij naar de Verenigde Staten waar hij speelde voor de universiteitsploegen van Sheridan Bruins, North Idaho College Cardinals en Whitworth University Pirates. Hij keerde terug naar België en speelde voor Sint Jan Basket in tweede klasse voor een seizoen. In 2014 trok hij naar Belfius Mons-Hainaut en speelde er vijf jaar. Na twee seizoenen bij Kangoeroes Mechelen stopte hij als basketballer. Hij werd in 2021 jeugdcoach bij de Leuven Bears.

## Privéleven
Zijn broer Elias Lasisi was ook een basketballer.